# Chlorospingus tacarcunae
Clorospingo-do-tacarcuna ou saíra-do-tacarcuna (Chlorospingus tacarcunae) é uma espécie de ave da família Thraupidae.
Pode ser encontrada nos seguintes países: Colômbia e Panamá.
Os seus habitats naturais são: regiões subtropicais ou tropicais húmidas de alta altitude.